# اچ‌ام‌اس ژوپیتر (اف۸۵)
اچ‌ام‌اس ژوپیتر (اف۸۵) (به انگلیسی: HMS Jupiter (F85)) یک کشتی بود. این کشتی در سال ۱۹۳۸ ساخته شد.